# Purwasari (Banjarsari)
Purwasari is een bestuurslaag in het regentschap Ciamis van de provincie West-Java, Indonesië. Purwasari telt 3796 inwoners (volkstelling 2010).